# Westerstetten-Muster

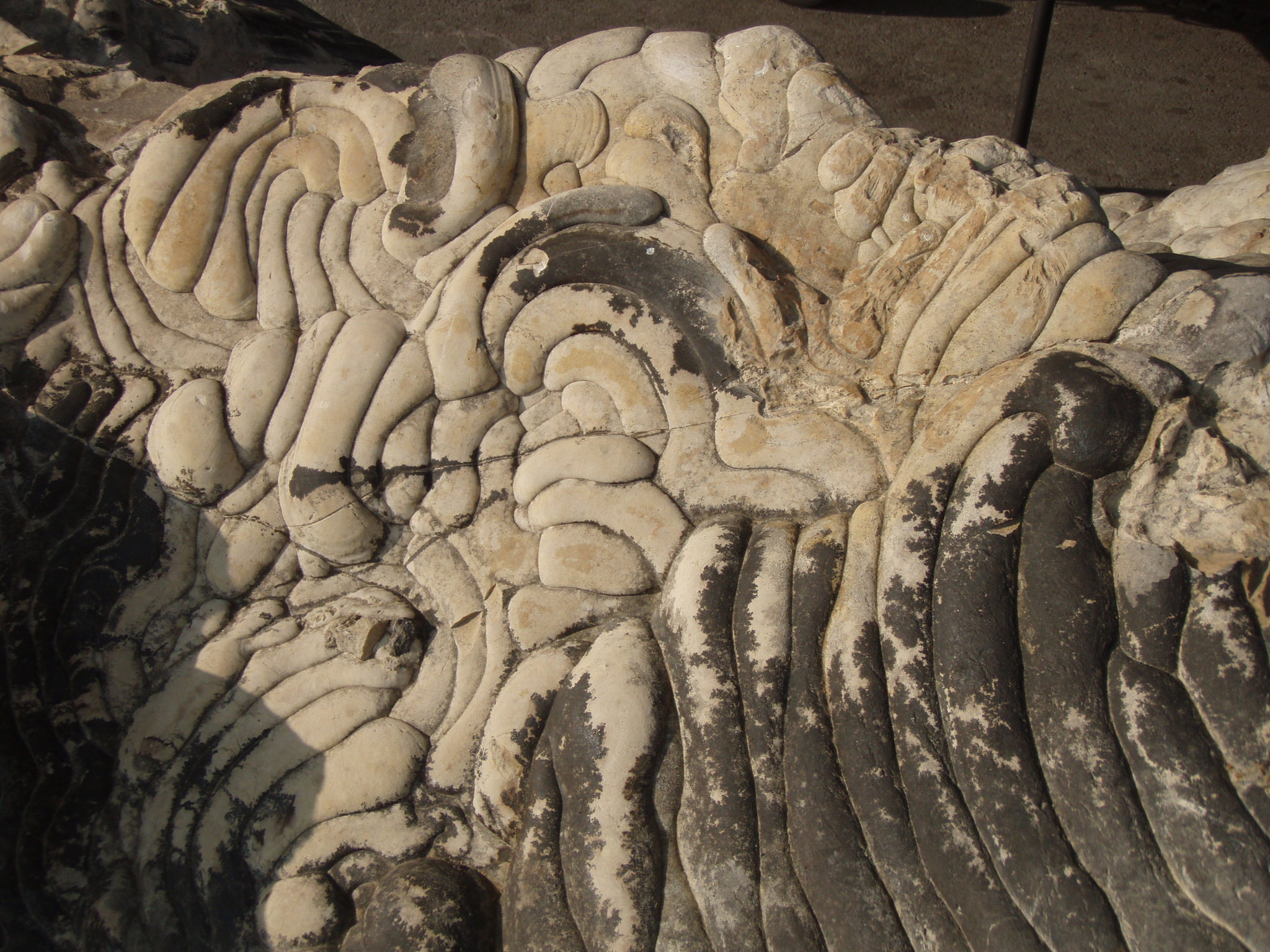
Westerstetten-Muster, Exponat am Löwentor-Museum Stuttgart, Ausschnitt

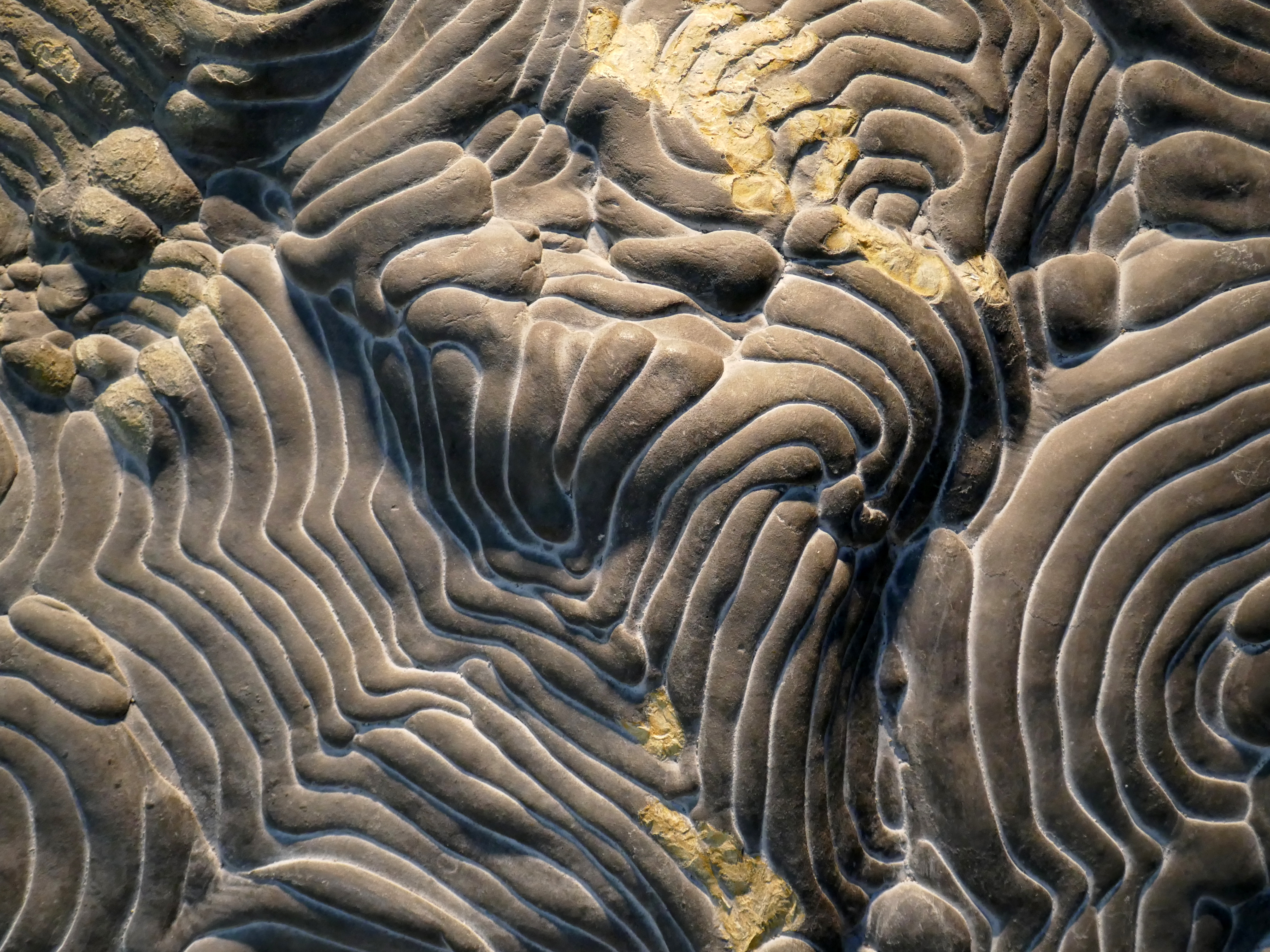
Westerstetten-Figuren, Exponat im Joanneum in Graz, Ausschnitt

Das Westerstetten-Muster ist eine geologische Struktur im Sedimentgestein mit ungeklärter Entstehung. Der Name beruht auf dem Fundort Westerstetten auf der Schwäbischen Alb nördlich von Ulm.
Bei Westerstetten wurden in tertiären, lehmverfüllten Karstspalten des dortigen Weißjura Kalksteine gefunden, die von einer feinkörnigen, mehrere Zentimeter dicken Kalkkruste überzogen sind, welche eine ungewöhnlich regelmäßige, spiralig-ringförmige Struktur aufweist. Über ihre Entstehung herrscht bislang Unklarheit, jedoch wird angenommen, dass sie nicht biologischen Ursprungs (biogen) ist, also keine Lebewesen an ihrer Bildung beteiligt waren. Ein Exponat befindet sich beispielsweise vor dem Museum am Löwentor in Stuttgart.

## Bilder
Westerstetten-Muster, Exponat vor dem Löwentor-Museum Stuttgart, Ausschnitte:

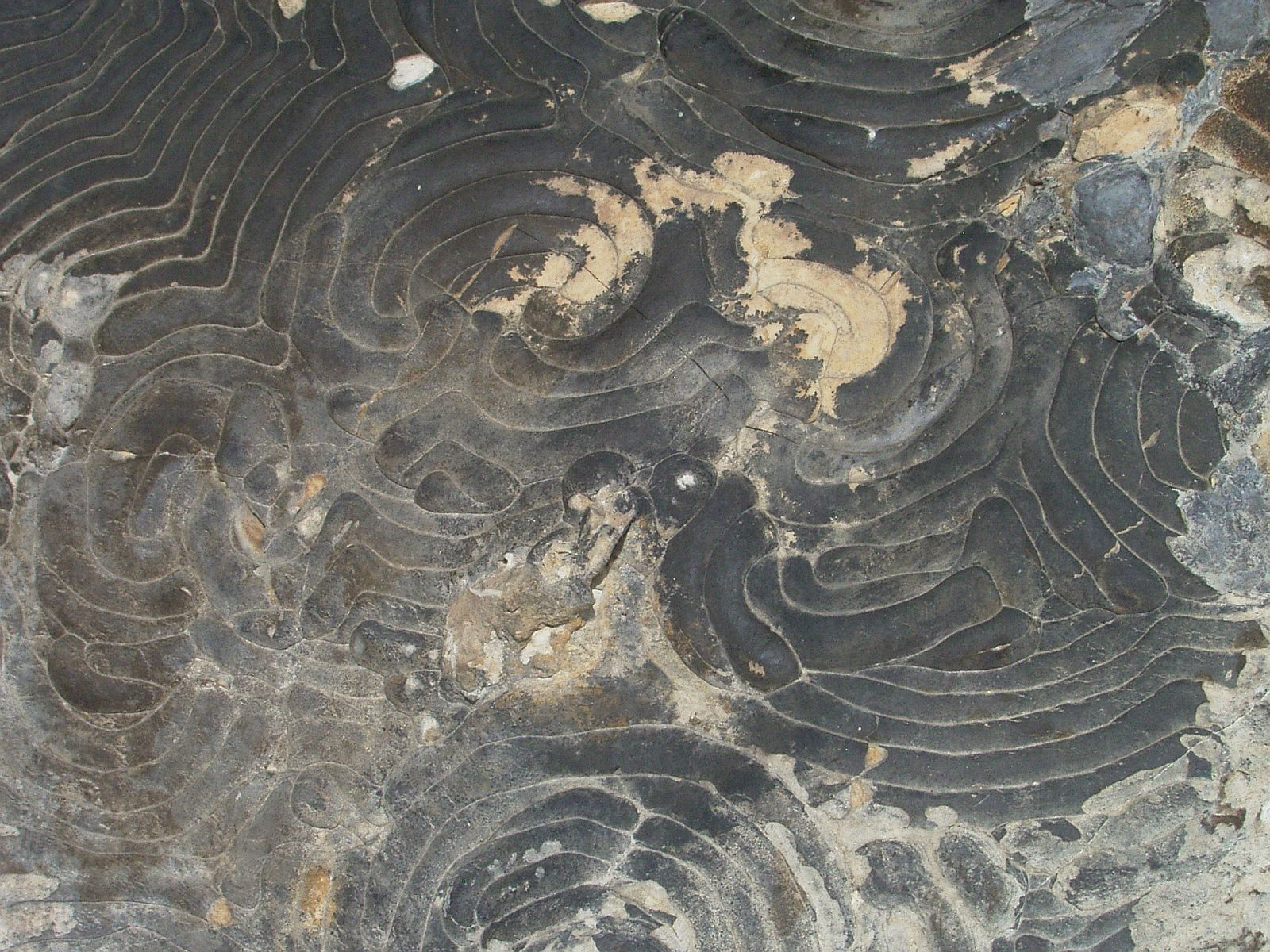
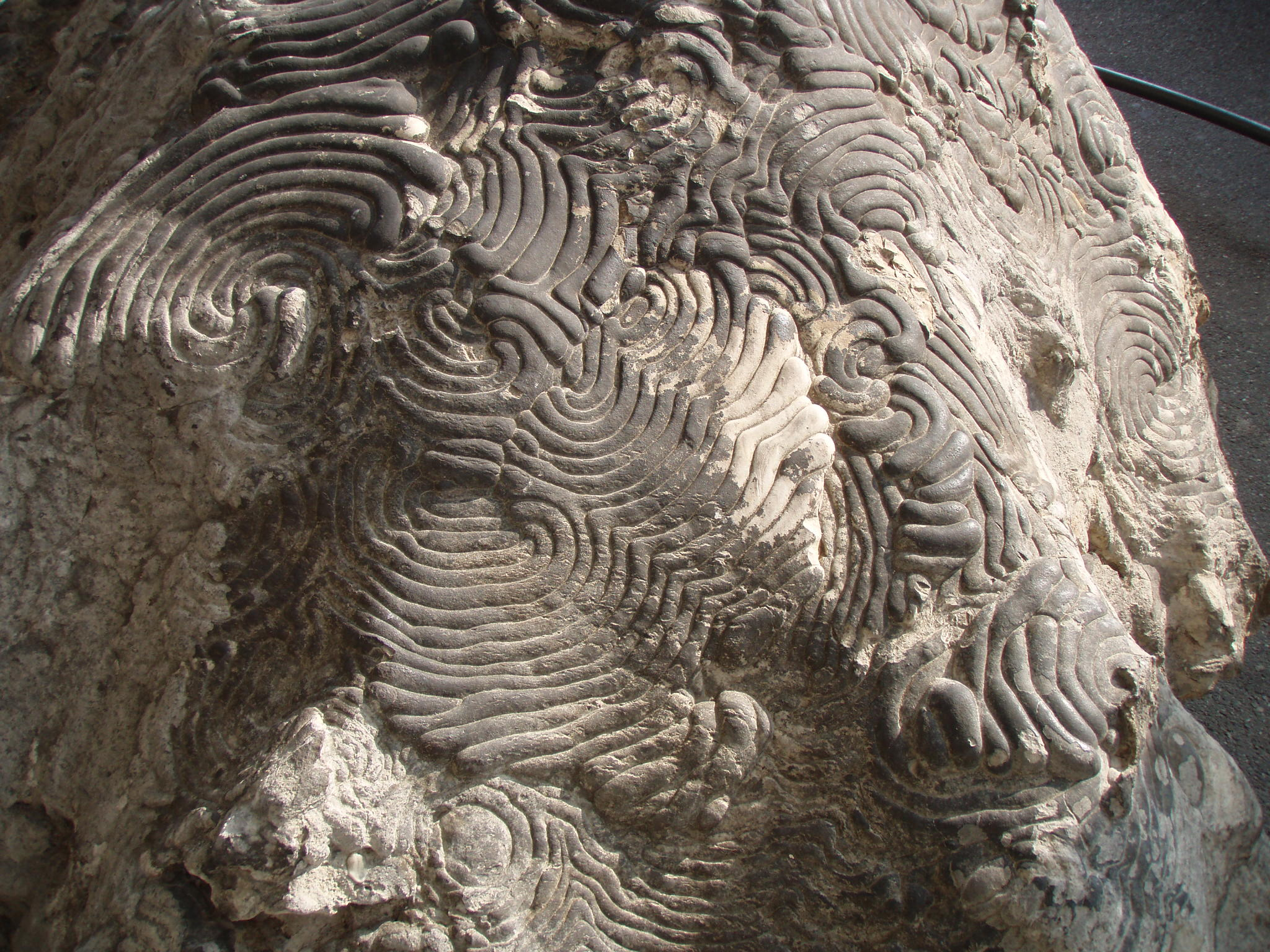
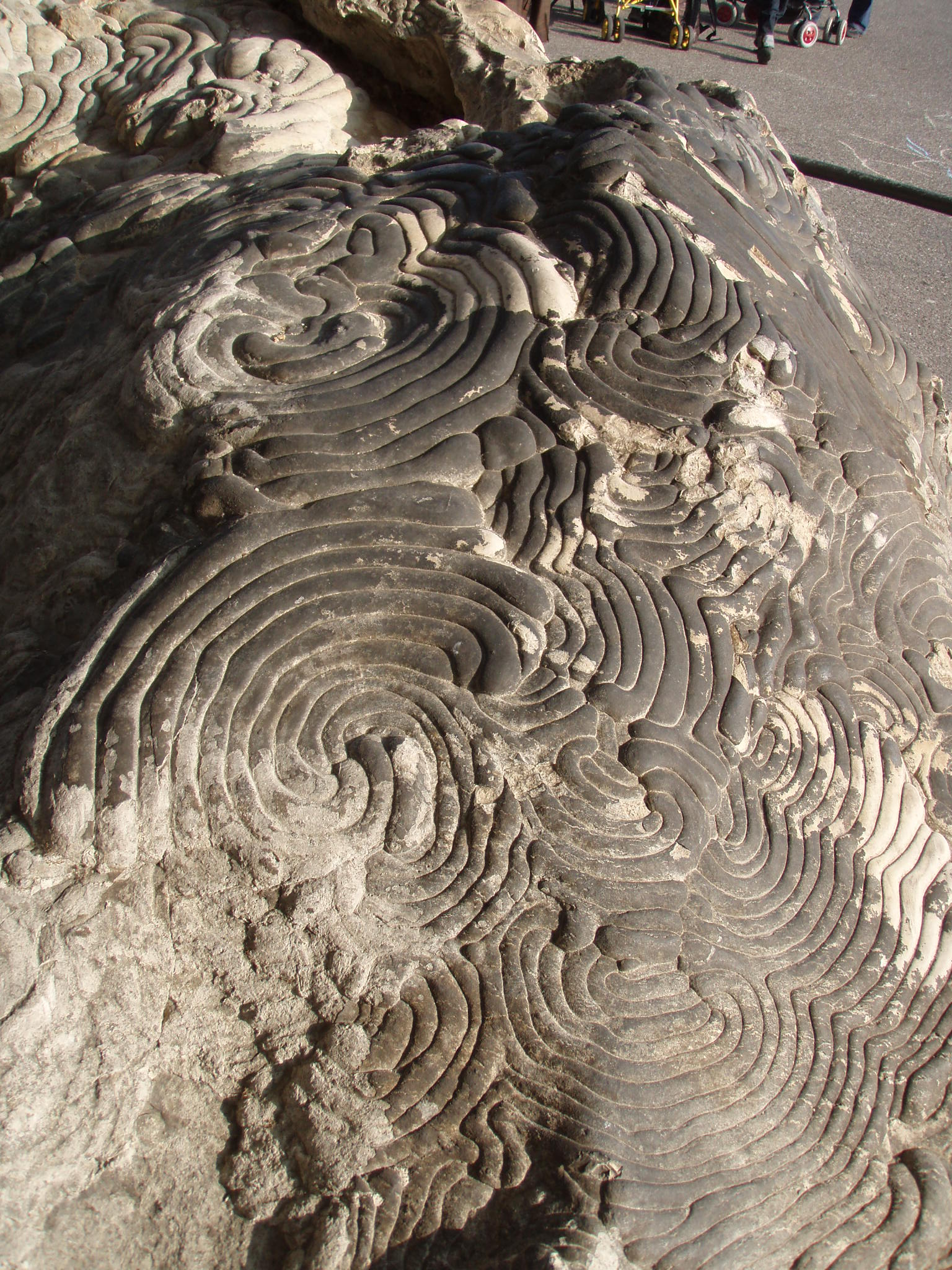

## Quelle
- Informationstafel beim Museum am Löwentor, Stuttgart
- Adolf Seilacher (2001): Concretion morphologies reflecting diagenetic and epigenetic pathways. Sedimentary Geology 143:41–57